# Амоако, Принс
Принс Корантенг Амоако (род. 19 ноября 1973, Аккра, Гана) — ганский футболист, полузащитник.

## Карьера
В Гане играл за клубы «Даву Янгстарс» и «Асанте Котоко». В 1997 году перешёл в перуанский клуб «Спортинг Кристал», c которым дошёл до финала Кубка Либертадорес 1997. Позже играл за «Депортиво Мунисипаль (Лима)» (Перу, 1999), «Гранада» (Испания, 1999—2000), «Навпактиакос-Астерас» (Греция, 2000—2001).
Летом 2001 перешёл в российский клуб «Сатурн» Раменское. За четыре сезона провёл 60 игр, забил 5 мячей.
В 2011 году сообщалось, что завершивший карьеру Амоако подозревается в нападении на женщину в баре Аккры, отрезав ей ухо.

## Сборная
В составе сборной Ганы принимал участие в Олимпийских играх 1996 года и Кубке африканских наций 2002.